# 恒星物理学
恒星物理学，是天体物理学的一个重要分支，研究恒星内部的结构与物理过程、恒星的演化、脉动与大气内辐射以及致密天体（如白矮星、中子星）等，它奠定了当代天体物理的基础。诺贝尔物理学奖多次颁给了恒星物理学领域相关的研究者。

## 历史
1920至1940年间，学术界出现了有关恒星内部结构、恒星大气的著作，并定下了恒星物理学理论的基本框架，之后的进展则主要是观测手段与数据分析能力，在20世纪60年代前后有一段飞速发展。如今，此学科已趋于成熟。

## 主要内容

### 恒星起源
恒星的起源是本学科中的一个基本问题，它也关乎行星与生命的起源。目前研究者仅较为了解质量较小的行星形成过程，而对质量较大者仍不甚了解，不过近年来有一些进展。

### 恒星结构与演化
此分支主要研究恒星内部的物理过程、结构与演化。在20世纪这部分内容乃是天体物理中成功的理论体系，应用也非常广泛。进入21世纪后，由于恒星观测数据的不断增多以及数据处理方法的改进，这部分理论得以进一步发展。

### 恒星振动
恒星的振动指恒星光度、视向速度、谱线轮廓等属性的周期性变化，相关理论主要研究恒星振动的原因、规律、传播范围与方式等内容。许多新兴观测方法与技术促进了该领域的发展，如今赫罗图上多种位置、质量、演化阶段的行星振动都已被观测到。

### 恒星大气丰度
这个领域通过分析恒星的光谱来了解恒星的大气结构以及化学组成。其研究成果或可对恒星起源问题（以及一些宇宙学问题）的解答有帮助。

### 恒星大气
其主要研究恒星大气层的结构特点、辐射转移和光谱特性。